# Miguel Ángel Sánchez
Miguel Angel Sánchez Rodríguez (nascido em 1943) é um ex-ciclista olímpico costa-riquenho. Representou sua nação em dois eventos nos Jogos Olímpicos de Verão de 1968.